# José Coelho Ferreira
José Coêlho Ferreira ComMM (Novo Oriente, 11 de abril de 1950) é um magistrado brasileiro. É ministro do Superior Tribunal Militar (STM), do qual foi presidente entre 2017 e 2019 e vice-presidente entre 2023 e 2025.

## Biografia
Natural de Novo Oriente, Sertão dos Crateús, Ceará, filho de Antônia Coelho da Silva e de Manuel Coelho Ferreira. Mudou-se para Brasília aos quatorze anos de idade, em 1964.
Formou-se em Direito, em 1973, pela Universidade de Brasília.
Entre junho de 1973 e setembro de 1975, ocupou o cargo de agente de polícia da Secretaria de Segurança Pública do Distrito Federal, para o qual fora aprovado em concurso.
Em 1975, também foi aprovado em concurso público para o cargo de procurador autárquico e assistente jurídico do Departamento Administrativo do Serviço Público (DASP), exercendo o cargo de assistente jurídico do DASP no período de janeiro a novembro de 1976.
Em nova aprovação em concurso público, assumiu o cargo de advogado do Banco Central do Brasil, em novembro de 1976, e foi designado procurador-geral do dito banco, onde exerceu a função por mais de cinco anos, entre fevereiro de 1995 e setembro de 2001.

### Ministro do STM
Em agosto de 2001, Ferreira foi indicado pelo então presidente da República Fernando Henrique Cardoso ao cargo de ministro do Superior Tribunal Militar, em uma das três vagas destinadas a advogados. Em 15 de agosto, no entanto, a Comissão de Constituição e Justiça do Senado Federal suspendeu seu exame ao cargo, por ter assinado um parecer, em 1992, que inocentava Jader Barbalho dos desvios de verbas do Banpará no período em que era governador do Pará, no início da década de 1980. Este parecer foi rechaçado por outras auditorias, colocando-o sob suspeição.
A sabatina aconteceu em 22 de agosto. Questionado sobre o parecer que inocentava Barbalho, Ferreira se eximiu da responsabilidade da falta de provas do relatório, afirmando que o mesmo foi enviado ao Ministério Público do Pará e que este não tomou providências. Ferreira foi aprovado com quinze votos a favor e oito contra.
Ferreira tomou posse em 11 de setembro de 2001. Em 2004, Ferreira foi admitido pelo presidente Luiz Inácio Lula da Silva ao grau de Comendador especial da Ordem do Mérito Militar. Foi vice-presidente do Superior Tribunal Militar no biênio 2007-2009 e diretor do Centro de Estudos Judiciários da Justiça Militar da União, por dois anos.
Em 15 de fevereiro de 2017, o plenário da corte o escolheu para presidente do biênio 2017-2019. Na mesma eleição, para o cargo de vice, foi eleito o pernambucano Lúcio Mário de Barros Góes, um dos quatro generais-de-Exército a terem assento no plenário. Sua posse ocorreu em 16 de março.
Em 16 de março de 2023, Ferreira tomou posse como vice-presidente do Superior Tribunal Militar. Na ocasião, o ministro Francisco Joseli Parente Camelo tomou posse como presidente do STM, e ambos presidiram a Corte durante o biênio 2023-2025.

### Vida particular
Ferreira é casado com Genoveva Freire Coelho, procuradora federal, filha de Hilda Vilela Freire e do advogado Geraldo Freire da Silva. O casal tem quatro filhos: José Geraldo, Rafael, Júlia e Raquel.

## Distinções
- Recebeu o Troféu Sereia de Ouro do Grupo Edson Queiroz, entregue pelo Sistema Verdes Mares.[9]